# Gericom
 (février 2023).
Gericom était un constructeur d'ordinateur autrichien, basé à Linz, dans la région de Haute-Autriche qui a cessé ses activités en 2008. La société a été rachetée par Quanmax, Inc et ensuite converti en Quanmax AG.

## Histoire

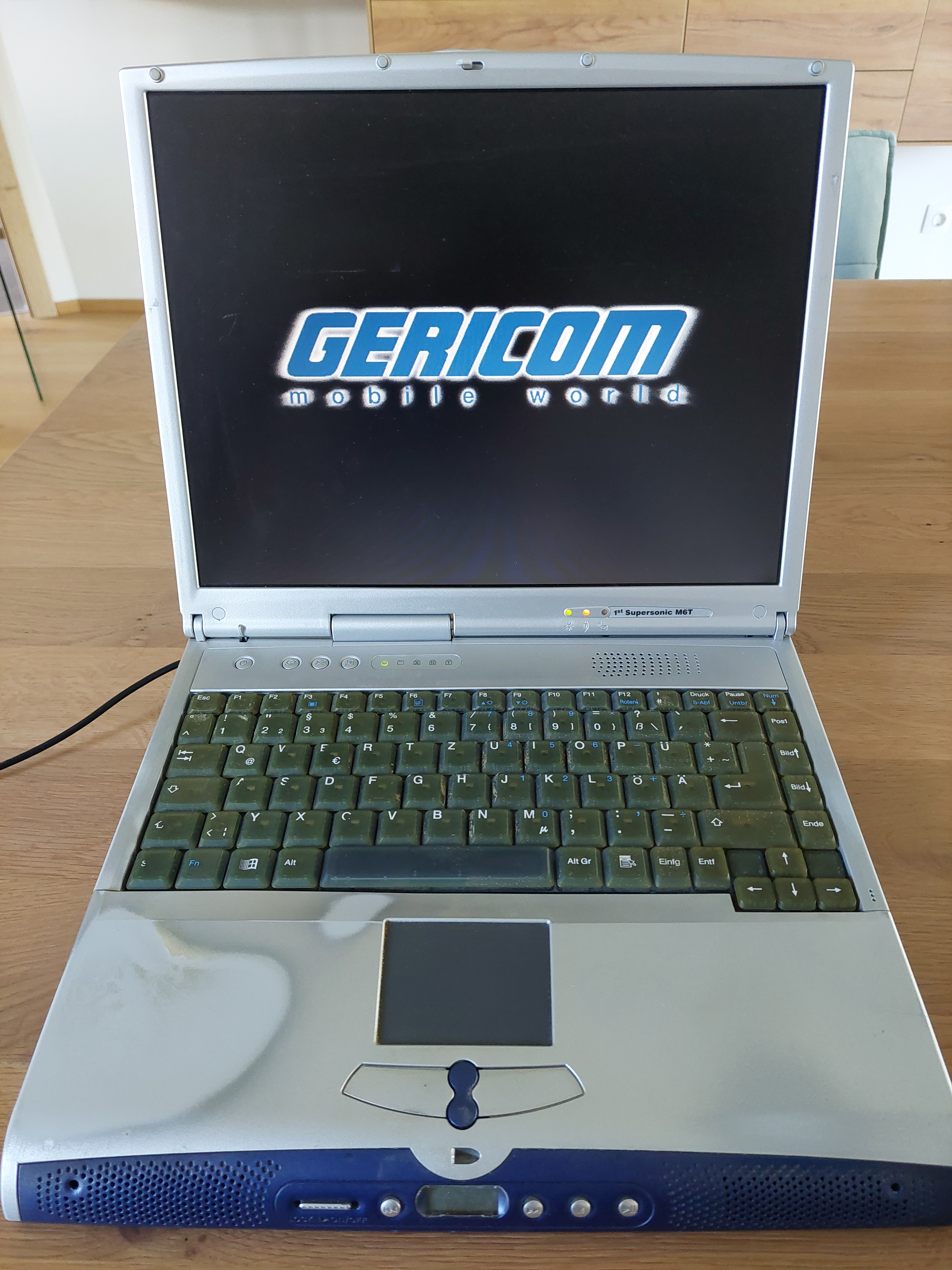
Gericom 1st Supersonic M6T

La société a été fondée en 1990 par Hermann Oberlehner et est devenue publique sous le nom de "Gericom AG" en 2000.
Les produits Gericom étaient initialement vendus par des chaînes telles que Media Markt et Saturn. En 1998, une boutique en ligne a été créée, et plus tard, les produits Gericom ont également été vendus dans des supermarchés tels que Aldi, Hofer et Lidl. L'entreprise était surtout populaire dans les pays germanophones d'Europe.
Une gamme de PC Gericom et d'ordinateur portables ont été commercialisés depuis quelques années par l'intermédiaire de Aldi en Angleterre, des spécifications élevées et une longue offre de soutien, les ordinateurs portables sont dotés de la technologie mobile Intel Centrino.
En 2004, Gericom a prévu de vendre près de 25 % de ses parts au fabricant allemand d'ordinateurs Medion, mais l'accord a été annulé par le fondateur de Gericom, Hermann Oberlehner.
Depuis 2007, les chiffres de vente des produits Gericom ont chuté de façon spectaculaire, les actions émises ont perdu 93 % de leur valeur entre 2003 et 2008. La baisse drastique des ventes était souvent liée à la qualité des produits Gericom, qui s'était détériorée au fil des ans. Les produits Gericom obtenaient souvent des résultats très négatifs lors des tests effectués par les magazines informatiques, et étaient souvent les derniers dans les tests comparatifs. En 2008, le revenu annuel était tombé à 30 millions d'euros.
En 2008, la majorité des actions de Gericom a été rachetée par le fabricant taïwanais d'ordinateurs Quanmax, Inc. Gericom AG a ensuite été renommé en Quanmax AG, dont les actions continuent d'être vendues au Frankfurt Stock Exchange en Allemagne. Quanmax AG a connu une croissance importante et a généré un chiffre d'affaires d'environ 60 millions d'euros et employé plus de 150 personnes en 2009. Quanmax AG développe ses propres produits indépendamment de son propriétaire taïwanais.